# Atriplex sagittifolia
Atriplex sagittifolia es una especie halófita, de arbusto forrajero anual, en la familia Amaranthaceae, nativa de la República Argentina, en las provincias patagónicas, Chubut, etc. 

## Descripción
Normalmente mide de 6-16 dm; pero promedia 7-8 dm de altura. Copa densa, hojas pequeñas, angostas y de color grisáceas verdes, con variadas formas, de 6 mm largo, anfistomáticas, y cubiertas de tricomas glandulares densos. Flores muy pequeñas, verdosas en glomérulos reunidos en el ápice. 
Presenta tallos y raíces con crecimiento secundario anómalo. Es una especie diploide (2n: 2x: 18) con comportamiento meiótico normal. 
Su hábitat es sobre terrenos interiores salinos. Es un asp. muy útil para revegetar terrenos contaminados con petróleo 

## Taxonomía
Atriplex leucophylla fue descrita por Carlos Luis Spegazzini y publicado en Synopsis Plantarum 5: 536 en el año 1852.
Etimología
Atriplex: nombre genérico latino con el que se conoce a la planta.
sagittifolia: epíteto latino  que significa "con las hojas en forma de flecha.
Sinonimia
- Atriplex ceratophylla
- Obione lampa  (enlace roto disponible en Internet Archive; véase el historial, la primera versión y la última).
- Atriplex sagittifolia var. heterophylla Speg.
- Atriplex sagittifolia var. microphylla Speg.
- Obione sagittifolia (Speg.) Ulbr.[4]